# Neal Colzie
Neal Colzie é um ex-jogador profissional de futebol americano estadunidense

## Carreira
Neal Colzie foi campeão da temporada de 1976 da National Football League jogando pelo Oakland Raiders.